# Evert Lindgren
Evert Eskil Lindgren, född 26 februari 1938 i Göteborg, död 20 juni 2007 i Solna, var en svensk gymnast. Han tävlade för Göteborgs Turnförening.

## Karriär
Lindgren blev 1961 nordisk mästare i räck.
Lindgren tävlade för Sverige vid olympiska sommarspelen 1968 i Mexico City. Han slutade på 76:e plats i den individuella mångkampen och bästa placeringen blev en 37:e plats i hopp. Lindgren tävlade även i bygelhäst (39:e plats), barr (65:e plats), räck (68:e plats), ringar (93:e plats) samt fristående (100:e plats).